# 3-as villamos (Miskolc)
A 3-as villamos Miskolc megszűnt villamosvonala. 1951-ben indult, 1991-ben szüntették meg. Műszakváltás idején közlekedett, a vasgyári munkásokat szállította.
Útvonala nagy részében megegyezett az 1-es villamoséval. Az Újgyőri piacon jobbra fordult a hurokban, itt volt az Újgyőri piac megállóhely. Visszafelé az Újgyőri főtéren a bal oldali üzemi vágányon tért vissza Diósgyőr felé.
Útvonala: Vasgyár–Újgyőri főtér/Újgyőri gyógyszertár–Újgyőri piac–Stadion–Bulgárföld–Kilián vr.–LÁEV–Zenta u.–Táncsics tér–Diósgyőr.